# TANSTAAFL
TANSTAAFL è l'acronimo dell'espressione inglese There ain't no such thing as a free lunch, che in italiano si potrebbe tradurre con "Nessuno ti dà da mangiare in cambio di niente", oppure "Non esistono pasti gratis".

## Espressioni alternative
Per evitare l'espressione slang "ain't" talvolta viene utilizzato l'acronimo TINSTAAFL, corrispondente a There is no such thing as a free lunch. La frase è conosciuta in Italia principalmente per il fatto di essere stata usata dallo scrittore di fantascienza Robert A. Heinlein all'interno del suo romanzo La Luna è una severa maestra del 1966. Nella traduzione italiana del romanzo, tuttavia, esso è indicato come TRANSTAAFL, ed è reso con la frase Non si può mangiare al ristorante e non pagare il conto.

## Esempi
In termini semplici, significa che non si può ottenere qualcosa in cambio di niente. In economia il concetto è conosciuto come "costo opportunità". Anche se una cosa sembra essere gratuita, c'è sempre un costo. È possibile mangiar gratis al bar durante una promozione, ma il padrone del bar si assicurerà di riuscire a recuperare il costo del cibo con altri mezzi, oppure sceglie di affidarsi ad altri benefici (attrarre nuova clientela). Un altro esempio: sebbene sia possibile per una persona ottenere un "pasto gratis" (come quando un'azienda taglia i costi e guadagna competitività inquinando l'aria), qualcun altro finirà per pagare quel "pasto". Anche se non ci fosse un costo individuale o privato, ci sarebbe un costo sociale.

## Applicazioni non economiche
- Questo argomento può essere applicato ai processi fisici naturali, come la termodinamica.
- In matematica finanziaria si utilizza informalmente questo termine per indicare degli scenari ipotetici ove non esiste l'arbitraggio.